# معهد ماكس بلانك للرياضيات
معهد ماكس بلانك للرياضيات (بالألمانية: Max-Planck-Institut für Mathematik) هو معهد أبحاث مختص بعلوم الرياضيات مقره مدينة بون الألمانية. سمي تكريمًا للفيزيائي الألماني ماكس بلانك، وهو واحد من 80 معهدًا تتبع جمعية ماكس بلانك.
أسس المعهد فريدريش هيرتسبروخ في سنة 1980، وكان مديرًا له حتى تقاعد سنة 1995. ويدير المعهد اليوم مجلس مكون من أربعة مديرين، بالإضافة إلى مديرين شرفيين.

## وصلات خارجية
- الموقع الرسمي للمعهد (بالألمانية)

```
(بالإنجليزية)
```